# Умайя ибн Абу-с-Сальт
Умайя ибн Абу-с-Сальт ас-Сакафи (араб. أمية بن أبي الصَّلْت‎; ум. 626/630) — доисламский арабский поэт, знаток древних писаний из Таифа.

## Биография
Его полное имя: Умайя ибн Абу-с-Сальт ибн Абу Рабиа ибн ‘Ауф ас-Сакафи. Принадлежал к племени сакифа. Через свою мать Рукайю бинт Абд Шамс был связан с мекканской знатью. Умайя был современником пророка Мухаммада и был враждебно настроен к нему. Ещё до начала пророческой миссии Мухаммада отказался от идолопоклонства и вина. Много жил в Сирии, в том числе в Дамаске, и Бахрейне. Сочинял панегирики для ‘Абдуллаха ибн Джудана и Харба ибн Умайи, а также погребальные песни по убитым в битве при Бадре мекканцам.
Существование Умайи никогда не подвергалась сомнению (его хвалит в своей поэме Сурака ибн Мирдас), хотя некоторые слова о нём были подвергнуты скептической проверке. Ибн Кутайба сообщал, что Умайя «прочитал древние писания», «ненавидели поклонение изваяниям», «в своей поэзии он приводил рассказы пророков и использовал много слов незнакомых для бедуинов, взятых им из древних писаний». По этой причине его стихи не используются арабскими языковедами как образец арабского языка. Некоторые из сохранившихся его 900 стихов были собраны в диване Мухаммада ибн Хабиба. В поэтических рассказах Умайи существуют временами значительные расхождения с тем, что написано в Коране.